# Wskaźnik rotacji należności
Wskaźnik rotacji należności – wskaźnik z grupy wskaźników sprawności działania, druga wersja wskaźnika cyklu regulowania należności obok wskaźnika cyklu regulowania należności w dniach. Wskaźnik rotacji należności ma postać:
| przychody ze sprzedaży     |
| przeciętny stan należności |

Określa, średnio, ile razy w ciągu okresu obrachunkowego przedsiębiorstwo dokonuje zamiany udzielonego kredytu kupieckiego na gotówkę. Wysoka wartość wskaźnika jest pożądana - oznacza, że przedsiębiorstwo skutecznie ściąga należności, a jej klienci terminowo regulują zadłużenie. Szacuje ogólną sprawność operacyjną. Podobnie jak wskaźnik cyklu regulowania należności w dniach jest wskaźnikiem zróżnicowanym branżowo.